# 1964 Лейтен
1964 Лейтен (1964 Luyten) — астероїд головного поясу, відкритий 24 вересня 1960 року.
Тіссеранів параметр щодо Юпітера — 3,460.
Названий на честь голландсько-американський астронома Віллема Якоба Лейтена